# En un bote en Argenteuil
En un bote en Argenteuil es un cuadro del pintor francés Édouard Manet, creado en 1874 y conservado en el Museo Metropolitano de Arte de Nueva York.

## Descripción
Argenteuil era a finales del siglo XIX un encantador suburbio rural a orillas del Sena frecuentado asiduamente tanto por Claude Monet, que se instaló allí, como por Pierre-Auguste Renoir. Manet también fue a menudo a este pueblo a partir de 1874, profundizando así su relación con el impresionismo: fue en ese año, no en vano, que creó En un bote en Argenteuil, un lienzo particularmente valioso porque late con un brillo sin precedentes, fuerte, como nunca antes en la obra del pintor.
En la obra, pintada con rápida soltura, se respira un aire nuevo, real. El tema es una pareja burguesa de París que, habiendo huido del caos efervescente de la metrópoli, se deja conquistar por la ociosidad rural del verano. Está sentado al timón un hombre, interpretado por el hermano de su mujer Suzanne, que lleva un canotier de paja adornado con una cinta azul flexible y una camiseta marinera fresca; de su mujer, que para la ocasión viste un ligero vestido informal y sombrero con velo transparente, sin embargo se desconoce la identidad. Los dos están retratados con viva naturalidad, sin filtros y sin poses, al igual que el bote a vela, que sobresale de los bordes del cuadro, según un enfoque compositivo que denuncia la influencia de las estampas japonesas (es comparable a Piraguas en el puente Ryogoku de Utagawa Kunisada). El punto de vista particularmente elevado, provoca que el río se disperse hacia el horizonte, «asumiendo la inmensidad sin límites de un mar» (Cricco, Di Teodoro).
La excepcionalidad técnica del lienzo se aprecia sobre todo en el vestido azul a rayas blancas de la mujer, donde el toque de Manet renuncia a los fuertes contrastes de claroscuros y adquiere una vibración inédita gracias al hábil entrelazamiento de azules, violetas, ocres y blancos. Además, los dos personajes están completamente inmersos en la naturaleza y cumplen con los más estrictos dictados de la pintura al aire libre. Curiosa es también la espalda del hombre, casi deslumbrante por su brillo al sol. A pesar de estas importantes aperturas a la técnica impresionista, Manet no renuncia a su propia autonomía estilística, que se manifiesta sobre todo en los extensos y compactos fondos de color. Esto, sin embargo, se le escapó a los detractores que, cuando la obra fue expuesta en el Salón de 1879, reprocharon a Manet que usara los ojos a expensas del cerebro. Por entonces, sólo Joris-Karl Huysmans, un naturalista literario que defendía el derecho del pintor a pintar lo que veía, apreciaba el cuadro: Manet también aprobó esta tesis, enseñada con cariño hacía ya diez años a su discípula Eva Gonzalès.